# Delight (Schiff)
HMS Delight (H38) war einer der acht Zerstörer der D-Klasse der britischen Royal Navy. Im Zweiten Weltkrieg wurde der Zerstörer mit der Battle Honour „Norway 1940“ ausgezeichnet.
Am 29. Juli 1940 wurde der Zerstörer im Ärmelkanal durch deutsche Sturzkampfbomber versenkt.

## Geschichte des Schiffs
Die Delight war das zweite Schiff der beiden am 2. Februar 1931 bei der Fairfield Shipbuilding & Engineering Co. in Govan bestellten Zerstörer der D-Klasse. Das Schiff lief am 2. Juni 1932 als fünftes der Klasse vom Stapel und wurde am 30. Januar 1933 als siebtes Schiff der Klasse in Dienst gestellt.
Der neue Zerstörer war das zwölfte Schiff der Royal Navy mit dem Namen Delight seit 1583. Zuletzt hatte von 1856 bis 1867 ein Kanonenboot den Namen getragen.

### Einsatzgeschichte
Der Zerstörer war am 24. April 1934 voll einsatzbereit und führte dann noch einige Tests mit einem neuen Torpedotyp aus, ehe er zu den Schwesterschiffen zur Mittelmeerflotte verlegte. Sie ersetzten dort in der 1. (britischen) Zerstörerflottille Einheiten der V- und W-Klasse. Im Herbst 1933 verlegte die Flottille mit ihren Zerstörern kurzzeitig in den Persischen Golf. Im Herbst 1934 wurde die Delight auf der Marinewerft in Portsmouth überholt, um dann ab Januar 1935 mit den anderen Einheiten der Klasse auf der China Station den Dienst in der 8. (ab Frühjahr 1939: 21.) Zerstörerflottille aufzunehmen, während die dort bis dahin eingesetzten Einheiten der V- und W-Klasse ins Mittelmeer verlegten. Die Abessinienkrise zwischen Italien und dem Vereinigten Königreich führte allerdings schon im September 1935 zur Verlegung der Mehrzahl der Zerstörer der D-Klasse in das Rote Meer zur Überwachung der italienischen Aktivitäten. Die Delight gehörte zu den ersten Einheiten dort, verlegte aber schon im Oktober 1935 wieder nach Ostasien. Zu den Aufgaben der Einheiten auf der Station gehörte neben Freundschaftsbesuchen in verschiedenen Häfen, die Sicherung britischer Interessen und auch britischer Staatsbürger insbesondere nach Ausbruch des Japanisch-Chinesischen Kriegs 1937 und der Kampf gegen Piraten. Ende August 1939 gehörte die Delight zu der Division der 21. Flottille, die Hongkong und den Stationsbereich schon vor Ausbruch des Krieges in Europa zum Mittelmeer verließen.

### Kriegseinsätze
Wie die Schwesterschiffe wurde sie im Mittelmeer für verschiedene Geleitaufgaben und die Suche nach deutschen Handelsschiffen bzw. nach Schiffen mit für Deutschland bestimmter Ladung eingesetzt. Ende des Jahres gehörte die Delight zu den Einheiten der Klasse, die zur Home Fleet verlegt wurden. Am 21. Dezember 1939 verließ sie Malta zusammen mit der Diana als Sicherung des in den Nordatlantik verlegenden Schlachtschiffs Malaya bis Gibraltar, um dann mit dem Schwesterschiff in die Heimat zurückzukehren.
Am 30. Dezember traf die Delight in Portsmouth ein und am 27. Januar 1940 kam sie einsatzbereit zur Home Fleet nach Scapa Flow. Zunächst wurde der Zerstörer dort der 3. Flottille zugewiesen. Die Delight, Duncan und Diana der D-Klasse ersetzten in dieser Flottille vier an die 20. (Minenleger-)Zerstörerflottille abgegebene Zerstörer der I-Klasse. Während der alliierten Operation gegen die deutsche Besetzung Norwegens (Unternehmen Weserübung) war die Delight mit Teilen der Flottille anfangs Begleitzerstörer des Flugzeugträgers Furious. Als die Alliierten den Angriff auf Trondheim aufgaben, gehörte die Delight am 1. Mai 1940 zu den Zerstörern, die alliierte Truppen aus Åndalsnes evakuierten und sie im Fjord an die Leichten Kreuzer Manchester und Birmingham abgaben, die selbst nicht den Hafen anlaufen konnten.
Im Zuge der Absetzbewegungen der alliierten Truppen aus Norwegen (Operation Alphabet) nach Beginn der deutschen Offensive in Frankreich sicherte das Schiff mehrfach die eingesetzten Truppentransporter und transportierte auch selbst Truppen. Delight war so Ende Mai am Rückzug der alliierten Truppen aus Bodø beteiligt. Am 7. Juni gehörte die Delight zur Sicherung des zweiten schnellen Evakuierungs-Konvois aus Harstad mit sieben Truppentransportern, die um 10.000 Soldaten nach Großbritannien zurückführten. Zur Sicherung dieses Konvois gehörte auch der Kreuzer Southampton, Flaggschiff des Oberbefehlshabers, Flottenadmiral Lord Cork and Orrery, der Flakkreuzer Coventry sowie noch die Zerstörer Havelock, Fame, Firedrake und Beagle. Das Unternehmen Juno der deutschen Schlachtschiffe Scharnhorst und Gneisenau führte nicht zur Entdeckung der britischen Evakuierungs-Konvois, zumal die Deutschen wegen des Torpedotreffers auf der Scharnhorst durch den Zerstörer Acasta ihren Vorstoß nach Norden nach der Versenkung des Flugzeugträgers Glorious und seiner beiden Sicherungszerstörer abbrachen.
Die Delight sollte noch das Hilfsschiff Vandyck (13.241 BRT) suchen, das am vereinbarten Treffpunkt nicht erschien. Es war am 10. von der Luftwaffe vor Andenes versenkt worden.
Der Evakuierungs-Konvoi und seine Sicherung wurden erstmals am 9. durch die Luftwaffe angegriffen; weitere Angriffe erfolgten am 12. Juni. Die Deutschen konnten keinen Bombentreffer auf einem der britischen Schiffe erzielen. Durch Nahtreffer kam es auf etlichen Schiffen zu Schäden, aber es fielen weder ein Transportschiff noch eine Einheit der Sicherung durch diese Angriffe aus. Der Konvoi erreichte noch am 12. Juni 1940 Greenock.
Nach Ende der Operationen vor Norwegen blieb das Schiff bei der Home Fleet in der 3. Zerstörerflottille, deren Einsatzgebiete der Ärmelkanal und die westlichen Zufahrtswege zu den britischen Inseln waren. Zu deren Aufgaben gehörte nunmehr insbesondere die Sicherung der Küsten-Geleite, mit denen walisische Kohle und Waren aus Übersee nach London transportiert wurden.

### Das Ende derDelight
In der ersten Phase der Luftschlacht um England, als sich die Angriffe hauptsächlich gegen Küstengeleite richteten,´verließ die Delight am frühen Abend des 29, Juli 1940 Portsmouth, um durch den Kanal und die Irische See zum Clyde zurückzukehren. Eine neue Freya-Radaranlage in Nordfrankreich entdeckte dies auf eine Entfernung von 60 Seemeilen und alarmierte die Luftwaffe. Darauf griffen zwölf Ju 87-Stukas der III./Sturzkampfgeschwader 2 unter Gruppenkommandeur Walter Enneccerus die Delight etwa 30 km vor Portland Bill an. Der Zerstörer erhielt einen Bombentreffer auf dem Vorschiff, der einen Brand auslöste und schließlich zu einer Explosion führte. Das Schiff sank am Abend im Portland Harbour auf 50° 34′ N, 2° 26′ W. Beim Untergang kamen 18 Besatzungsmitglieder ums Leben, weitere 59 wurden zum Teil schwer verletzt. Die Überlebenden wurden von den zur Hilfe gekommenen Zerstörern Broke und Vansittart sowie einer Vielzahl kleinerer Boote gerettet.
Delight liegt heute zerbrochen in mehrere Teile in einer Tiefe von über 60 Meter. Das Wrack ist ein geschützter Platz nach dem Protection of Military Remains Act 1986